# 久賀村 (群馬県)
久賀村（くがむら）は、群馬県の北部、利根郡に属していた村である。当初は吾妻郡所属であった。

## 地理
利根郡へ転属する以前は、吾妻郡の最北端に位置する村であった。
- 山岳：三国山、稲含山、赤沢山、雨見山
- 河川：赤谷川、西川、須川

## 歴史
- 1889年（明治22年）4月1日 - 町村制施行により、須川村、入須川村、西峰須川村、東峰須川村、布施村、師田村、猿ヶ京村、吹路村、永井村が合併し、吾妻郡久賀村が成立する。
- 1896年（明治29年）4月1日 - 吾妻郡から利根郡へ転属する。
- 1908年（明治41年）5月1日 - 利根郡湯ノ原村と合併し、新治村となる。

## 名所・旧跡
- 猿ヶ京温泉